# 2017 год в Латвии
В этой статье приведены события, произошедшие в 2017 году в Латвии.

## Высшие должностные лица
| Должность                 | Имя              | Примечание               |
| ------------------------- | ---------------- | ------------------------ |
| Президент Латвии          | Раймондс Вейонис | Союз зелёных и крестьян  |
| Премьер-министр Латвии    | Марис Кучинскис  | Союз зелёных и крестьян  |
| Председатель Сейма Латвии | Инара Мурниеце   | Национальное объединение |

## События

### Январь
- 24-28 января — На трассе в Сигулде прошёл юниорский чемпионат мира по скелетону[1].

### Февраль
- 4-5 февраля — На трассе в Сигулде прошёл юниорский чемпионат мира по санному спорту[2].
- 9 февраля — Президенты Латвии и Германии Раймондс Вейонис и Йоахим Гаук открыли в Риге площадь Реформации[латыш.][3].

### Апрель
- 10-22 апреля — В Риге прошёл чемпионат Европы по шахматам среди женщин 2017.

### Май
- 12-14 мая — В Риге прошёл чемпионат Европы по решению шахматных композиций[4].
- 14 мая — Состоялся ежегодный Рижский марафон, на котором Валерий Жолнерович установил новый рекорд Латвии[5].

### Июнь
- 1 июня — Открытие нового корпуса клинической больницы имени Страдыня[6].
- 3 июня — Прошли местные выборы в Латвии[7].
- 10 июня — Латвийская теннисистка Елена Остапенко победила на Ролан Гаррос[8].
- 15 июня:
  - Екабс Страуме назначен руководителем Бюро по предотвращению и борьбе с коррупцией[9].
  - Сейм Латвии запретил использование диких зверей в цирковых представлениях[10].
- 23 июня — Запущен в космос первый латвийский искусственный спутник Venta-1[11].

### Июль
- 3-19 июля — Забастовка семейных врачей с требованием увеличения финансирования здравоохранения[12][13].
- 22 июля — В Риге прошёл первый хоровой конкурс под эгидой Европейского вещательного союза Евровидение: Хор года — 2017, хор из Латвии занял третье место[14].

### Август
- 18-19 августа — В национальном парке Разна прошёл чемпионат мира по рогейну[15][16].
- 23-30 августа — Наводнение на востоке Латвии, вызванное ливнями[17][18].  29 августа Правительство Латвии объявило чрезвычайное положение в наиболее пострадавших от наводнения 27 краях, расположенных по большей части в Латгале, частично в Видземе и Земгале[19].

### Сентябрь
- 2 сентября — Дума Даугавпилса отправила в отставку мэра Даугавпилса Андрея Элксниньша (партия «Согласие»), занявшего эту должность по результатам местных выборов 3 июня 2017 года. В думе была сформирована новая коалиция в составе «Нашей партии» и Латгальской партии, которая утвердила новым мэром Рихарда Эйгимса[20].
- 7 сентября — Президент Латвии Раймондс Вейонис объявил о предложении прекратить присвоение детям, родившимся в Латвии, статуса неграждан. По мнению президента, все дети, родившиеся в Латвии после 1 июня 2018 года, должны автоматически становиться гражданами республики за исключением случаев, когда ребёнок получил иностранное гражданство. 12 сентября президент направил соответствующий законопроект в Сейм[21].
- 21 сентября — Сейм Латвии отказался поддержать предложение президента Латвии Раймондса Вейониса о прекращении присвоения детям, родившимся в Латвии, статуса неграждан. В поддержку законопроекта высказались 38 депутатов, остальные проголосовали против, воздержались или не участвовали в голосовании[22][23].

### Октябрь
- 6 октября — Министр образования и науки Карлис Шадурскис озвучил предложение, согласно которому с 2020 года общеобразовательные предметы во всех средних школах Латвии будут преподаваться только на латышском языке. Исключением станут языки, литература и история национальных меньшинств[24].

### Ноябрь
- 6 ноября — Бывший лидер партии «Единство» и руководитель фракции этой партии в Сейме Солвита Аболтиня была исключена из «Единства» за «грубое нарушение устава»[25].

### Декабрь
- 10 декабря — В Царникавском крае сгорела единственная сохранившаяся на видземском побережье деревянная церковь, построенная в 1729 году[26][27].